# Kaies Ghodhbane
Kaies Ghodhbane (arab. كايس غُضبان; ur. 7 stycznia 1976 w Ksar Hellal) – tunezyjski piłkarz występujący na pozycji pomocnika.